# كارولا ليبنج
كارولا ليبنج Carola Lepping (ولدت في مايو 1921 في إيلبرفيلد) هي أديبة ألمانية.

## حياتها
تخرجت كارولا ليبنج من كلية إعداد المعلمين في دورتموند. ثم عملت مدرسة في المدارس الشعبية والأساسية في هوكسفاجن, حيث رأست هناك مكتبة المدينة.
كتبت العديد من الروايات والقصص والمقالات. حصلت عن روايتها الأولى «ستغادر بيلا في المساء» على جائزة شارل فيليون السويسرية في عام 1955. ثم أخذت تنشر أعمالا أقل في الدوريات الإقليمية والمحلية.

## من أعمالها
- ستغادر بيلا في المساء 1956
- البيت القديم في هارتكوبسبيفر 1970